# Liste des conseillers d'État du canton de Vaud
Lorsque le canton de Vaud est créé, l'Acte de médiation du 30 pluviôse de l'an XI (19 février 1803) met en place le pouvoir exécutif du canton qui prend le nom de Petit Conseil. Il est composé de neuf membres : Henri Monod, Jules Muret, Auguste Pidou, François Louis Duvillard, Isaac de Trey, Louis Lambert, Jean François Fayod, Pierre-Elie Bergier et Daniel Emmanuel Couvreu de Deckersberg,.
La Constitution du 4 août 1814 crée le Conseil d'État, qui remplace le Petit Conseil et qui est composé de treize membres. Les constitutions de 1831, 1845 et 1861 modifient le nombre de ses membres et la durée des mandats,,,.
Cette page présente la liste des conseillers d'État du canton de Vaud depuis 1814. Les Conseillers d'État en gras sont les Conseillers d'État en fonction.
| #   | Nom                               | Début de mandat   | Fin de mandat    | Commentaires |
| --- | --------------------------------- | ----------------- | ---------------- | --- |
| 1   | Henri Monod                       | 4 août 1814       | 1830             | Déjà membre du Petit Conseil en 1803 et depuis 1811.                                                            |
| 2   | Auguste Pidou                     | 4 août 1814       | 1821             | Déjà membre du Petit Conseil depuis 1803.                                                                       |
| 3   | Jules Muret                       | 4 août 1814       | 25 mai 1831      | Déjà membre du Petit Conseil depuis 1803.                                                                       |
| 4   | Jean-Pierre-Elie Bergier          | 4 août 1814       | 1822             | Déjà membre du Petit Conseil depuis 1803.                                                                       |
| 5   | François Clavel                   | 4 août 1814       | 1830             | Déjà membre du Petit Conseil depuis 1811.                                                                       |
| 6   | Pierre-David Bocherens            | 4 août 1814       | 1824             | Déjà membre du Petit Conseil depuis 1809.                                                                       |
| 7   | Louis-Etienne Jan                 | 4 août 1814       | 31 juillet 1840  | Déjà membre du Petit Conseil depuis 1804.                                                                       |
| 8   | César Soulié                      | 4 août 1814       | 1830             | Déjà membre du Petit Conseil depuis 1811.                                                                       |
| 9   | Isaac de Trey                     | 4 août 1814       | 1837             | Déjà membre du Petit Conseil depuis 1803.                                                                       |
| 10  | François Louis Bourgeois          | 4 août 1814       | 1830             | |
| 11  | Jean Samuel de Loys               | 4 août 1814       | 1816             | |
| 12  | Sigismond de La Harpe             | 4 août 1814       | 1818             | |
| 13  | David Louis Richard               | 4 août 1814       | 1831             | |
| 14  | André Urbain de La Fléchère       | 1815              | 1825             | |
| 15  | Louis Secretan                    | 1818              | 1831             | |
| 16  | Louis Voruz                       | 1821              | 1824             | |
| 17  | Emmanuel de La Harpe              | 1823              | 1842             | |
| 18  | François-Louis Milliet            | 1824              | 1831             | |
| 19  | Henri Potterat                    | 30 novembre 1824  | 28 juillet 1826  | |
| 20  | Jean-Louis Chappuis               | 1825              | 1830             | |
| 21  | Charles-Jules Guiguer de Prangins | 1827              | 1830             | |
| 22  | Georges Boisot                    | 7 mai 1830        | 14 février 1845  | |
| 23  | André-Ferdinand Jayet             | 1830              | 1832             | |
| 24  | Marc Grenier                      | 1830              | 1831             | |
| 25  | Louis Henri Bourgeois             | 25 mai 1831       | 1834             | |
| 26  | Daniel-Henri Druey                | 25 mai 1831       | 31 décembre 1848 | Élu au Conseil fédéral                                                                                          |
| 27  | Paul François Genton              | 25 mai 1831       | 1839             | |
| 28  | François Louis Michel             | 25 mai 1831       | 1835             | |
| 29  | Louis-Henri Constançon            | 25 mai 1831       | 1840             | |
| 30  | Alphonse Nicole                   | 1832              |                  | N'a pas accepté son élection                                                                                    |
| 31  | Auguste Jaquet                    | 1832              | 14 février 1845  | |
| 32  | Louis Blanchenay                  | 1833              | 1861             | |
| 33  | Alphonse Nicole                   | 1834              |                  | N'a pas accepté son élection                                                                                    |
| 34  | Jacob Evert van Muyden            | 1834              | 1843             | |
| 35  | Jules Frossard de Saugy           | 1835              | 14 février 1845  | |
| 36  | Louis Ruchet                      | 1840              | 14 février 1845  | |
| 37  | Jules Muret-Tallichet             | 1840              | 1845             | |
| 38  | Béat de Weiss                     | 1842              | 1844             | |
| 39  | Sylvius Dapples                   | 1843              | 14 février 1845  | |
| 40  | Jean-Louis Demiéville             | 1844              | 14 février 1845  | |
| 41  | François Briatte                  | 14 février 1845   | 1862             | Élu au gouvernement provisoire, après la Révolution radicale de 1845, puis au Conseil d'État dès le 3 mars 1845 |
| 42  | Henri Fischer                     | 14 février 1845   | 18 avril 1859    | Élu au gouvernement provisoire, puis au Conseil d'État dès le 3 mars 1845                                       |
| 43  | Jean Schopfer                     | 14 février 1845   |                  | Gouvernement provisoire ; n'a pas accepté son élection                                                          |
| 44  | Jules Vulliet                     | 14 février 1845   | 1er avril 1848   | Élu au gouvernement provisoire, puis au Conseil d'État dès le 3 mars 1845                                       |
| 45  | Rodophe Mercier                   | 14 février 1845   | août 1845        | Élu au gouvernement provisoire, puis au Conseil d'État dès le 3 mars 1845                                       |
| 46  | Charles Veillon                   | 14 février 1845   | 1862             | Élu au gouvernement provisoire, puis au Conseil d'État dès le 3 mars 1845                                       |
| 47  | Jacques Elisée Veret              | 14 février 1845   | 1852             | Élu au gouvernement provisoire, puis au Conseil d'État dès le 3 mars 1845                                       |
| 48  | Jean-Louis Bourgeois              | 14 février 1845   | 1858             | Élu au gouvernement provisoire, puis au Conseil d'État dès le 3 mars 1845                                       |
| 49  | Louis-Henri Delarageaz            | 10 août 1845      | 1862             | |
| 50  | Benjamin Pittet                   | 1848              | 1861             | |
| 51  | Constant Fornerod                 | 1848              | 1855             | Élu au Conseil fédéral                                                                                          |
| 52  | Louis Jaccard                     | 1852              |                  | N'a pas accepté son élection                                                                                    |
| 53  | Charles Roulet                    | 1852              | 1862             | |
| 54  | Abram-Daniel Meystre              | 1855              | 1862             | |
| 55  | Jules Martin                      | 1858              |                  | N'a pas accepté son élection                                                                                    |
| 56  | Albert Natural                    | 1858              | 1862             | |
| 57  | François Louis Correvon           | 1859              | 1862             | |
| 58  | Charles Duplan                    | 30 janvier 1862   | 1866             | Refuse sa réélection en 1866                                                                                    |
| 59  | Paul Ceresole                     | 30 janvier 1862   | 1866             | |
| 60  | Henri Jan                         | 30 janvier 1862   | 1874             | |
| 61  | Jules Eytel                       | 30 janvier 1862   | 1863             | |
| 62  | John Berney                       | 30 janvier 1862   | 1885             | |
| 63  | Jules Roguin                      | 30 janvier 1862   | 1866             | |
| 64  | Pierre Isaac Joly                 | 30 janvier 1862   | 1866             | |
| 65  | Victor Ruffy                      | 18 février 1863   | 1867             | Élu au Conseil fédéral                                                                                          |
| 66  | Louis-Henri Delarageaz            | 1866              | 1878             | Deuxième mandat ; il démissionne peu après sa réélection en 1878                                                |
| 67  | Ami Henri Bornand                 | 1866              | 1874             | |
| 68  | Louis Bonjour                     | 1866              | mai 1873         | Démissionne en même temps que Charles Estoppey                                                                  |
| 69  | Charles Estoppey                  | 22 mars 1866      | mai 1873         | Démissionne en même temps que Louis Bonjour                                                                     |
| 70  | Louis Ruchonnet                   | 1866              |                  | N'a pas accepté son élection                                                                                    |
| 71  | Louis Ruchonnet                   | 1868              | 1874             | Élu au Conseil fédéral                                                                                          |
| 72  | Ernest Ruchonnet                  | 1873              | 1881             | |
| 73  | Louis Chuard                      | 1873              | 1876             | |
| 74  | Charles Boiceau                   | 12 février 1874   | 1885             | |
| 75  | Charles Estoppey                  | 1874              | 1888             | |
| 76  | Charles Baud                      | 1876              | 1885             | |
| 77  | Jeannot de Crousaz                | 24 mai 1876       | 1883             | |
| 78  | Théodore du Plessis-Gouret        | 1878              |                  | N'a pas accepté son élection                                                                                    |
| 79  | Jaques-François Viquerat          | 11 juin 1878      | 5 février 1900   | |
| 80  | Jules Brun                        | 24 août 1881      | 1885             | |
| 81  | Adolphe Jordan                    | 13 novembre 1883  | 15 juin 1900     | |
| 82  | Eugène Ruffy                      | 15 avril 1885     | 1893             | Élu au Conseil fédéral                                                                                          |
| 83  | Victor Debonneville               | 15 avril 1885     | 3 mai 1899       | |
| 84  | Donat Golaz                       | 15 avril 1885     | 1893             | |
| 85  | Louis Grenier                     | 15 avril 1885     |                  | N'a pas accepté son élection                                                                                    |
| 86  | David Paschoud                    | 16 avril 1885     | 1889             | |
| 87  | Charles Soldan                    | 29 septembre 1888 | 3 février 1891   | |
| 88  | Lucien Decoppet                   | 20 mars 1889      | 3 février 1891   | |
| 89  | Ferdinand Virieux                 | 4 février 1891    | 22 décembre 1912 | |
| 90  | Robert Cossy                      | 22 mars 1893      | 22 mai 1920      | |
| 91  | Marc-Emile Ruchet                 | 6 février 1894    | 1899             | |
| 92  | Adrien Thélin                     | 4 mai 1899        | 1919             | |
| 93  | Isaac Oyex-Ponnaz                 | 6 février 1900    | 1917             | |
| 94  | Victor Duboux                     | 16 juin 1900      | 1906             | |
| 95  | Camille Decoppet                  | 27 décembre 1900  | 1912             | Élu au Conseil fédéral                                                                                          |
| 96  | Paul Etier                        | 27 décembre 1901  | 1919             | |
| 97  | Ernest Rubattel-Chuard            | 12 novembre 1906  | 1908             | |
| 98  | Charles-Eugène Fonjallaz          | 8 juin 1908       | 2 février 1917   | |
| 99  | Ernest Chuard                     | 26 août 1912      | 1919             | Élu au Conseil fédéral                                                                                          |
| 100 | Alphonse Dubuis                   | 23 décembre 1912  | 1930             | |
| 101 | Victor Nicod                      | 24 mars 1917      | 1918             | |
| 102 | Charles Fricker                   | 24 mars 1917      | 1924             | |
| 103 | Maurice Bujard                    | 3 novembre 1918   | 28 février 1942  | |
| 104 | Henri Simon                       | 5 octobre 1919    | 23 août 1924     | |
| 105 | Ferdinand Porchet                 | 25 janvier 1920   | 2 décembre 1944  | |
| 106 | Jules Dufour                      | 4 juillet 1920    | 1934             | |
| 107 | Norbert Bosset                    | 11 juin 1922      | 2 décembre 1944  | |
| 108 | Édouard Fazan                     | 24 août 1924      | 2 décembre 1944  | |
| 109 | Maurice Paschoud                  | 3 mars 1930       | 1931             | |
| 110 | Paul Perret                       | 1er décembre 1931 | 4 août 1945      | |
| 111 | Ernest Fischer                    | 30 juillet 1932   | 2 mars 1946      | |
| 112 | Jean Baup                         | 4 mars 1934       | 5 mars 1938      | |
| 113 | Antoine Vodoz                     | 6 mars 1938       | 15 juin 1945     | |
| 114 | Lucien Rubattel                   | 1er mars 1942     | 1954             | |
| 115 | Gabriel Despland                  | 3 décembre 1944   | 1961             | |
| 116 | Rodolphe Rubattel                 | 3 décembre 1944   | 1948             | Élu au Conseil fédéral                                                                                          |
| 117 | Edmond Jaquet                     | 5 août 1945       | 1958             | |
| 118 | Paul Chaudet                      | 3 mars 1946       | 1954             | Élu au Conseil fédéral                                                                                          |
| 119 | Paul Nerfin                       | 3 mars 1946       | 1950             | |
| 120 | Arthur Maret                      | 17 mars 1946      | 1962             | |
| 121 | Pierre Oguey                      | 20 janvier 1948   | 1966             | |
| 122 | Alfred Oulevay                    | 3 décembre 1950   | 1962             | |
| 123 | Louis Guisan                      | 7 mars 1954       | 1966             | |
| 124 | Charles Sollberger                | 6 février 1955    | 1962             | |
| 125 | René Villard                      | 23 mars 1958      | 1968             | |
| 126 | Pierre Schumacher                 | 23 mai 1961       | 2 mars 1974      | |
| 127 | Édouard Debétaz                   | 12 mars 1962      | 1981             | Démission en cours de législature                                                                               |
| 128 | Pierre Graber                     | 12 mars 1962      | 1970             | Élu au Conseil fédéral                                                                                          |
| 129 | Marc-Henri Ravussin               | 12 mars 1962      | 1978             | |
| 130 | Jean-Pierre Pradervand            | 27 mars 1966      | 1974             | |
| 131 | Claude Bonnard                    | 27 mars 1966      | 1978             | |
| 132 | Pierre Aubert                     | 26 janvier 1969   | 4 avril 1982     | |
| 133 | André Gavillet                    | 9 mars 1970       | 1981             | |
| 134 | Raymond Junod                     | 3 mars 1974       | 1988             | |
| 135 | Claude Perey                      | 3 mars 1974       | 4 mars 1985      | |
| 136 | Marcel Blanc                      | 5 mars 1978       | 1991             | Démission en cours de législature                                                                               |
| 137 | Jean-François Leuba               | 5 mars 1978       | 1990             | |
| 138 | Jean-Pascal Delamuraz             | 29 mars 1981      | 1983             | Élu au Conseil fédéral                                                                                          |
| 139 | Daniel Schmutz                    | 29 mars 1981      | 20 avril 1998    | Élection complémentaire                                                                                         |
| 140 | Pierre Duvoisin                   | 10 mars 1982      | 20 mars 1994     | |
| 141 | Pierre Cevey                      | 26 février 1984   | 19 mars 1994     | |
| 142 | Philippe Pidoux                   | 1er juillet 1986  | 30 juin 1994     | |
| 143 | Jacques Martin                    | 1er juillet 1988  | 30 avril 1997    | Démission en cours de législature                                                                               |
| 144 | Claude Ruey                       | 1er juillet 1990  | 30 juin 2002     | |
| 145 | Pierre-François Veillon           | 1er décembre 1991 | 30 juin 1996     | Démission en cours de législature                                                                               |
| 146 | Jean Jacques Schwaab              | 1er juillet 1994  | 30 juin 1998     | |
| 147 | Philippe Biéler                   | 20 mars 1994      | 2003             | |
| 148 | Charles Favre                     | 1er juillet 1994  | 30 juin 2002     | Démission en cours de législature                                                                               |
| 149 | Josef Zisyadis                    | 1er juillet 1996  | 30 juin 1998     | Élection complémentaire                                                                                         |
| 150 | Jacqueline Maurer-Mayor           | 1er mai 1997      | 30 juin 2007     | Élection complémentaire                                                                                         |
| 151 | Francine Jeanprêtre               | 1er juillet 1998  | 30 juin 2002     | |
| 152 | Jean-Claude Mermoud               | 1er juillet 1998  | 6 septembre 2011 | Décédé en cours de mandat                                                                                       |
| 153 | Charles-Louis Rochat              | 1er juillet 1998  | 30 juin 2007     | |
| 154 | Anne-Catherine Lyon               | 1er juillet 2002  | 30 juin 2017     | |
| 155 | Pierre Chiffelle                  | 1er juillet 2002  | 30 novembre 2004 | Démission le 3 août 2004                                                                                        |
| 156 | Pascal Broulis                    | 17 mars 2002      | 30 juin 2022     | |
| 157 | François Marthaler                | 1er janvier 2004  | 30 juin 2012     | |
| 158 | Pierre-Yves Maillard              | 1er décembre 2004 | 7 mai 2019       | Démission en cours de législature                                                                               |
| 159 | Philippe Leuba                    | 1er juillet 2007  | 30 juin 2022     | |
| 160 | Jacqueline de Quattro             | 1er juillet 2007  | 30 novembre 2019 | Démission en cours de législature                                                                               |
| 161 | Béatrice Métraux                  | 10 janvier 2012   | 30 juin 2022     | Élection complémentaire                                                                                         |
| 162 | Nuria Gorrite                     | 1er juillet 2012  |                  | |
| 163 | Cesla Amarelle                    | 1er juillet 2017  | 30 juin 2022     | |
| 164 | Rebecca Ruiz                      | 7 mai 2019        |                  | Élection complémentaire                                                                                         |
| 165 | Christelle Luisier                | 18 mars 2020      |                  | Élection complémentaire                                                                                         |
| 166 | Isabelle Moret                    | 1er juillet 2022  |                  | |
| 167 | Frédéric Borloz                   | 1er juillet 2022  |                  | |
| 168 | Vassilis Venizelos                | 1er juillet 2022  |                  | |
| 169 | Valérie Dittli                    | 1er juillet 2022  |                  | |